# Сказання про Ігорів похід
«Сказання про Ігорів похід» (рос. «Сказание про Игорев поход») — анімаційний фільм 1972 року Творчого об'єднання художньої мультиплікації студії Київнаукфільм, режисер — Ніна Василенко. За мотивами пам'ятки літератури стародавньої Руси, героїчної поеми кінця XII ст. «Слово о полку Ігоревім».

## Над мультфільмом працювали
- Автори сценарію: Юрій Новіков, Борис Крижанівський
- Режисер-постановник: Ніна Василенко
- Художник-постановник: Едуард Кірич
- Консультанти: Дмитро Лихачов, С. Кілієвич
- Композитор: Володимир Губа
- Текст читає: Костянтин Степанков
- Художники-мультиплікатори: Костянтин Чикін, Адольф Педан, Олександр Вікен, М. Бондар, Ніна Чурилова, Е. Перетятько, Єфрем Пружанський, С. Березовська, В. Ємельянова, В. Баєв
- Художники: Н. Йорк, Галина Бабенко, В. Сабліков, А. Назаренко, С. Тесленко, В. Диман, О. Касьяненко
- Асистенти: Т. Швець, А. Тищенко, Т. Черні, О. Деряжна
- Оператор: С. Никифоров
- Звукорежисер: Ізраїль Мойжес
- Редактор: Світлана Куценко
- Директор картини: Іван Мазепа